# The Night Walker
The Night Walker (br.:Quando descem as sombras) é um filme estadunidense de 1964 dos gêneros Horror e Suspense, dirigido por William Castle.

## Ficha técnica
- Título original : The Night Walker
- Diretor : William Castle
- Roteiro : Robert Bloch
- Produtores : William Castle e Dona Holloway
- Produtor associado : William Castle Productions
- Música : Vic Mizzy
- Fotografia : Harold E. Stine
- Edição : Edwin H. Bryant
- Arte : Frank Arrigo e Alexander Golitzen
- Figurinos : Helen Colvig
- País : Estados Unidos
- Formato : Preto e branco - Mono
- Gênero : Horror e Suspense
- Duração : 86 minutos
- Lançamento : dezembro de 1964 (EUA)

## Elenco
- Barbara Stanwyck...Irene Trent
- Robert Taylor...Barry Moreland
- Judi Meredith...Joyce Holland
- Hayden Rorke...Howard Trent
- Rochelle Hudson...Hilda
- Marjorie Bennett
- Jess Barker...Malone
- Tetsu Komai...Jardineiro
- Lloyd Bochner

## Sinopse
Irene Trent é a bonita mulher do rico e cego cientista Howard Trent. Howard é ciumento e quando ouve a esposa falar dormindo à noite de um amante misterioso, ele desconfia que ela tenha um caso com o advogado Barry Moreland. Numa explosão do laboratório de Howard, ele acaba morrendo. Irene não quer ficar mais na casa pois começa a sonhar com um Howard desfigurado pelas queimaduras e que a persegue. Ela vai para sua antiga moradia na cidade, mas os sonhos continuam a apavorá-la e ela não sabe mais o que é pesadelo e o que é uma ameaçadora realidade.